# Полярна експедиція Андре 1896—1897
Полярна експедиція Андре — експедиція під керівництвом шведського інженера-натураліста Саломона Андре, здійснена в 1897 році з метою досягнення Північного полюса на повітряній кулі. Під час експедиції всі три учасники загинули.
Саломон Андре (1854—1897) — перший шведський повітроплавець, який запропонував організувати експедицію на заповненій воднем повітряній кулі від Шпіцбергена до Росії чи Канади, при цьому її шлях повинен був пройти, якщо пощастить, прямо через Північний полюс. Патріотично налаштовані сили зустріли цю ідею з ентузіазмом, оскільки Швеція, будучи північною країною, відставала в перегонах за Північний полюс.

## Схема Андре

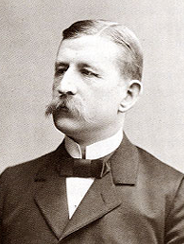
Саломон Август Андре

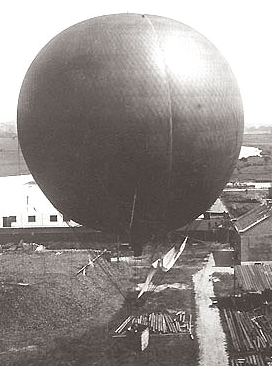
Svea — повітряна куля Андре

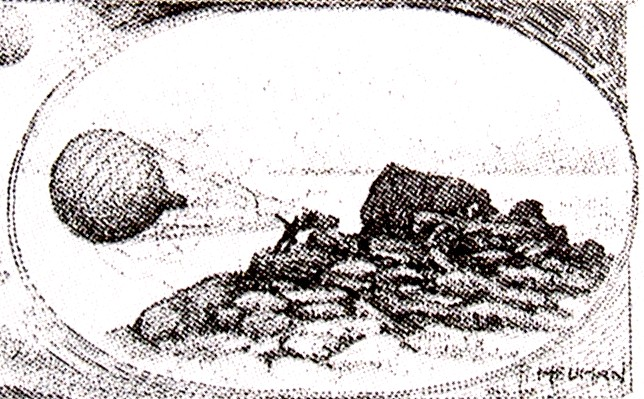
Газетная карикатура, на Андре, який намагається вдержати повітряну кулю під час сильного вітру на Балтійському морі

Рубіж XIX—XX століть часто називають «героїчним століттям» полярних досліджень. Непривітні і небезпечні Арктика і Антарктика заволоділи уявою епохи — не як землі з їх власної екологією і культурами, але як виклики технологічної винахідливості людини, її мужності і сміливості.
Швед Саломон Август Андре поділяв цей ентузіазм і запропонував план, відповідно до якого вітер повинен був перенести аеростат, наповнений воднем зі Шпіцбергена через Північний Льодовитий океан у Берингову протоку, і при цьому приземлитися на Алясці, Канаді або Росії, пройшовши по шляху Північний полюс. Андре був інженером у патентному бюро в Стокгольмі і відрізнявся пристрастю до повітроплавання. Він купив свою повітряну кулю Svea в 1893 році і зробив на ній дев'ять польотів, піднімаючись із Гетеборга чи Стокгольма. Сумарна протяжність польотів склала 1500 км. У цих місцевостях переважали західні вітри, тому Svea нерідко нестримно зносило до Балтійського моря. Одного разу кулю віднесло через Балтику в Фінляндію. Маршрут найдовшого його польоту пролягав на схід від Гетеборга через всю Швецію по Балтійському морю до Готланду. Незважаючи на те, що Андре бачив маяк і почув крики з Еланду, він був переконаний, що подорожував над землею і бачив лише озера.
Андре винайшов техніку пілотування кулі за допомогою гайдропів — канатів, які звисають із кошика повітряної кулі і волочаться по землі, сповільнюючи її рух. Ця техніка не дає літальному апарату легшому за повітря летіти з тією ж швидкістю, що і вітер. Тертя канатів повинно було сповільнити повітряну кулю до появи ефекту вітрила (крім обертання кулі навколо своєї осі). Андре перевірив цю техніку під час декількох польотів Svea і хотів скористатися нею для подорожі до Північного полюса. Він стверджував, що гайдроп його Svea по суті став дирижаблем, що спростовується сучасними повітроплавцями. Шведська асоціація повітроплавання виводить наступні причини для подібної переконаності: Андре сприймав бажане за дійсне, вітри були занадто мінливі, і до того ж більшу частину часу він перебував усередині хмар і мав слабкі уявлення про те, де знаходиться або яким маршрутом переміщається. Крім того, його гайдропи постійно чіплялися б, падали, сплутувалися один з одним або застрягали б у землі, що могло призвести до того, що повітряна куля, яка зазвичай літала на невеликій висоті, різко б тягнула вниз, до землі. Ніхто з сучасних дослідників Андре не вважав гайдропи безпечним методом для управління польотом повітряної кулі.

## Підготовка та збір коштів
Наприкінці XIX століття арктичні амбіції Швеції були все ще не здійснені, а сусідня і політично залежна від неї Норвегія була світовою державою в арктичному дослідженні за допомогою таких першопрохідців, як Фрітьйоф Нансен. Шведська політична і наукова еліта прагнула до того, щоб Швеція була найбільш ініціативною серед скандинавських країн, і Андре, переконливий оратор і збирач грошей, легко отримав підтримку в суспільстві.
13 лютого 1895 року на засіданні Шведської академії наук у Стокгольмі шведський інженер Соломон Андре виступив із доповіддю про організацію повітряної експедиції до Північного полюсу. 15 лютого цю саму доповідь він представив Шведському географічному товариству.
У доповіді Андре визначив чотири умови, принципово важливі для проведення експедиції:
- повітряна куля повинна була мати таку підйомну силу, щоб підняти трьох осіб, обладнання та інструменти, які були необхідні для здійснення спостережень, а також запаси продовольства на чотири місяці (загальна вага близько 3000 кг);
- оболонка кулі повинна бути зробленою з міцного матеріалу, щоб куля могла протриматися в повітрі протягом тридцяти діб;
- заправку кулі газом необхідно провести безпосередньо в полярній області;
- повітряна куля повинна бути керованою при переміщенні по горизонталі.

Андре зробив оптимістичний і переконливий звіт, згідно з яким всі ці вимоги могли бути швидко і легко задоволені. У Франції, за його переконаннями, будувалися великі і найбільш герметичні повітряні кулі. Деякі французькі повітряні кулі залишалися заповненими воднем більше року без помітної втрати плавучості. Для заповнення повітряної кулі на стартовому майданчику можна було використовувати мобільні пристрої виробництва водню; у питанні рульового управління він покладався на свої власні експерименти з гайдропами на Svea, заявляючи при цьому, що з ними ивін міг досягати ухилення в межах у 27 градусів від напрямку вітру і автоматично утримувати кулю на висоті 150—200 метрів.
Андре запевнив аудиторію, що арктична літня погода прекрасно підходила для повітроплавання. Під час полярного дня можна вести спостереження цілодобово, що вдвічі скорочує час подорожі, і обійтися без зупинки на якір вночі, що було достатньо небезпечно. До того ж холодна ніч не могла негативно вплинути на плавучість повітряної кулі.
Техніка керування польотом за допомогою гайдропів була особливо добре пристосована до крижаної поверхні, яка «відчувала низьке тертя і була вільна від рослинності». Мінімальні опади не становили загрози пригинання повітряної кулі; якщо, всупереч очікуванням, дощ або сніг дійсно потрапить на повітряну кулю, то, як стверджував Андре, «опади при температурах вище нуля будуть танути, а опади при температурах нижче нуля здує, оскільки повітряна куля буде плисти більш повільно, ніж вітер».
Аудиторія була переконана цими аргументами, досить далекими від фактів: арктичних літніх штормів, туманів, високої вологості і всюдисущої загрози утворення крижаних наростів. Академія схвалила Андре кошторис витрат на загальну суму 130 800 крон, що в сьогоднішніх грошах дорівнює приблизно мільйону доларів США. Найбільша сума, 36 000 крон, була відведена для покупки самої повітряної кулі. Після цієї ухвали почався приплив коштів для підтримки проекту Андре, який очолили шведський король Оскар II, він особисто вніс 30 000 крон, винахідник динаміту та засновник Нобелівської премії Альфред Нобель і відомий полярний меценат барон Оскар Діксон.
З'явився також значний міжнародний інтерес до експедиції. І європейській, і американській публіці, яка читає газети, був цікавий проект, який здавався настільки ж сучасним і науковим, як книги автора тієї ж епохи Жуль Верна. Преса підвищувала інтерес прогнозами щодо експедиції — від вірної загибелі дослідників до безпечного і зручного польоту повітряної кулі через Північний полюс у порядку, запланованому паризькими експертами і шведськими вченими.
У масовій пресі була поширена віра в експертів і науку, але з увагою міжнародної спільноти прийшла також перша обґрунтована критика. Андре був першим шведським повітроплавцем, ні у кого з його країни не було необхідних знань для підтвердження або спростування його висновків про плавучість або гайдропи; але в Німеччині і Франції існували давні традиції повітроплавання, там жило багато набагато більш досвідчених повітроплавців, ніж Андре, і деякі з них висловлювали скептицизм щодо його методів і винаходів.
Однак, ніяка критика не могли похитнути оптимізм Андре. Переслідуваний національними та міжнародними ЗМІ, він почав переговори з відомим повітроплавцем і виробником повітряних куль Анрі Лашамбр у Парижі, світовій столиці повітряних куль, і замовив у його майстерні лаковану шовкову повітряну кулю з трьох шарів. У гондолі, що була сплетена з ротанґа, було обладнано робоче місце, що слугувало й спальним відділення, а також фотолабораторією.
Повітряна куля, яка спочатку називалась Le Pôle Nord («Північний полюс» франц.), пізніше була перейменована в Örnen («Орел» швед.).

## Фіаско 1896 року
Андре запланував спробу запуску на 1896 рік, добровольців для його команди не бракувало. Він вибрав досвідченого арктичного метеорологічного дослідника Нільса Густафа Екхолма (1848—1923), який був його начальником під час геофізичних експедицій на архіпелаг Шпіцберген у 1882—1883 роках, та Нільса Стріндберга (1872—1897), блискучого студента, який робив оригінальні дослідження з фізики та хімії.
Головна наукова мета експедиції полягала в тому, щоб картографувати місцевість за допомогою аерофотозйомки. Стріндберг був і відданим своїй справі фотографом-любителем, і кваліфікованим конструктором сучасних фотокамер. Ця команда володіла багатьма корисними науково-технічними навичками, але відчувала нестачу в фізичних уміннях і знаннях про те, як виживати в надзвичайних умовах. Андре очікував, що буде подорожувати, просто сидячи в кошику повітряної кулі, тому сила і навички виживання були не першими пунктами в його списку вимог до кандидатів.
Всі сучасні автори погоджуються, що схема досягнення Північного полюса, яка була запропонована Андре, була нереалістичною. Він покладався на вітри, що дмуть більш-менш у тому напрямі, яким він хотів рухатися, на можливість точно налаштувати керування польотом за допомогою гайдропів на повітряній кулі, досить герметичному, щоб залишатися в повітрі протягом 30 днів, і на те, що ніякий лід або сніг не буде прилипати до повітряної кулі і таким чином опустити її до землі.
У спробі 1896 року вітер негайно спростував його оптимізм: він стійко дув з півночі, зносячи повітряну кулю назад до ангара на Данському острові, і в результаті експедиція була змушена дати водню вийти з повітряної кулі і повернутися додому.
Екхольм критично ставився до здатності повітряної кулі зберігати в собі водень. Перевірка плавучості Екхольмом влітку 1896 року, під час виробництва водню і перекачування його в повітряної кулі, переконала його, що витік із повітряної кулі занадто великий навіть для того, щоб досягти полюса, не кажучи вже про продовження польоту в Росію або Канаду. Найбільше газу йшло з приблизно восьми мільйонів крихітних отворів уздовж здавалося герметичними швів на склеєних смугах шовку та в місцях застосування спеціального лаку секретної формули. Повітряна куля втрачала 68 кілограмів (150 фунтів) підйомної сили в день, і, беручи до уваги його важкий вантаж, Екхольм оцінив, що він буде в змозі триматися в повітрі протягом щонайбільше 17 днів, а не 30. Коли прийшов час повертатися додому, він попередив Андре, що в наступній спробі, наміченої на літо 1897 року, він не ступить на борт, якщо тільки не буде купленана міцніша повітряна куля.
Андре заперечував критичних зауважень Екхольма, доходячи навіть до обману. Вже на кораблі, що йде зі Шпіцбергену, Екхольм отримав від головного інженера водневої фабрики пояснення деяких аномалій, які він помітив у своїх вимірах: Андре час від часу таємно замовляв додаткову дозаправку повітряної кулі воднем.
Причини такої самовбивчої поведінки невідомі. Кілька сучасних авторів у напівдокументальному романі «Політ інженера Андре» (1967), припускали, що Андре до цього часу став заручником своєї власної успішної кампанії зі збору фінансування. Спонсори та ЗМІ стежили за кожною затримкою, відзначали кожну невдачу і вимагали результатів. У Стокгольмі й Гетеборзі Андре, Стріндберга і Екхольма проводжали в дорогу радісні натовпи, але тепер усі їхні сподівання мали закінчитися нічим через тривале очікування південних вітрів.
Особливо помітний був контраст між Фрітьйофом Нансеном, який як раз у той час зі славою повернувся зі сміливої і добре спланованою експедиції на судні «Фрам», і Андре, який ніяк не міг навіть почати своє власне розрекламоване подорож.
Після того як запуск 1896 року було скасовано, ентузіазм серед бажаючих приєднатися до другої спроби у 1897 році був не такий високий. Однак кандидати все ще були, і Андре вибрав на заміну Екхольму 27-річного Кнута Френкеля. Френкель був інженером-будівельником із півночі Швеції, атлетом і любителем довгих гірських походів. Його явно взяли в експедицію спеціально, щоб він взяв на себе метеорологічні спостереження Екхольма, і, незважаючи на недостатні теоретичні та наукові знання в порівнянні з ним, Френкель справлявся з цим завданням добре. Його метеорологічний журнал дозволив зі значною точністю відновити пересування членів експедиції протягом їх останніх декількох місяців.

## Катастрофа 1897 року

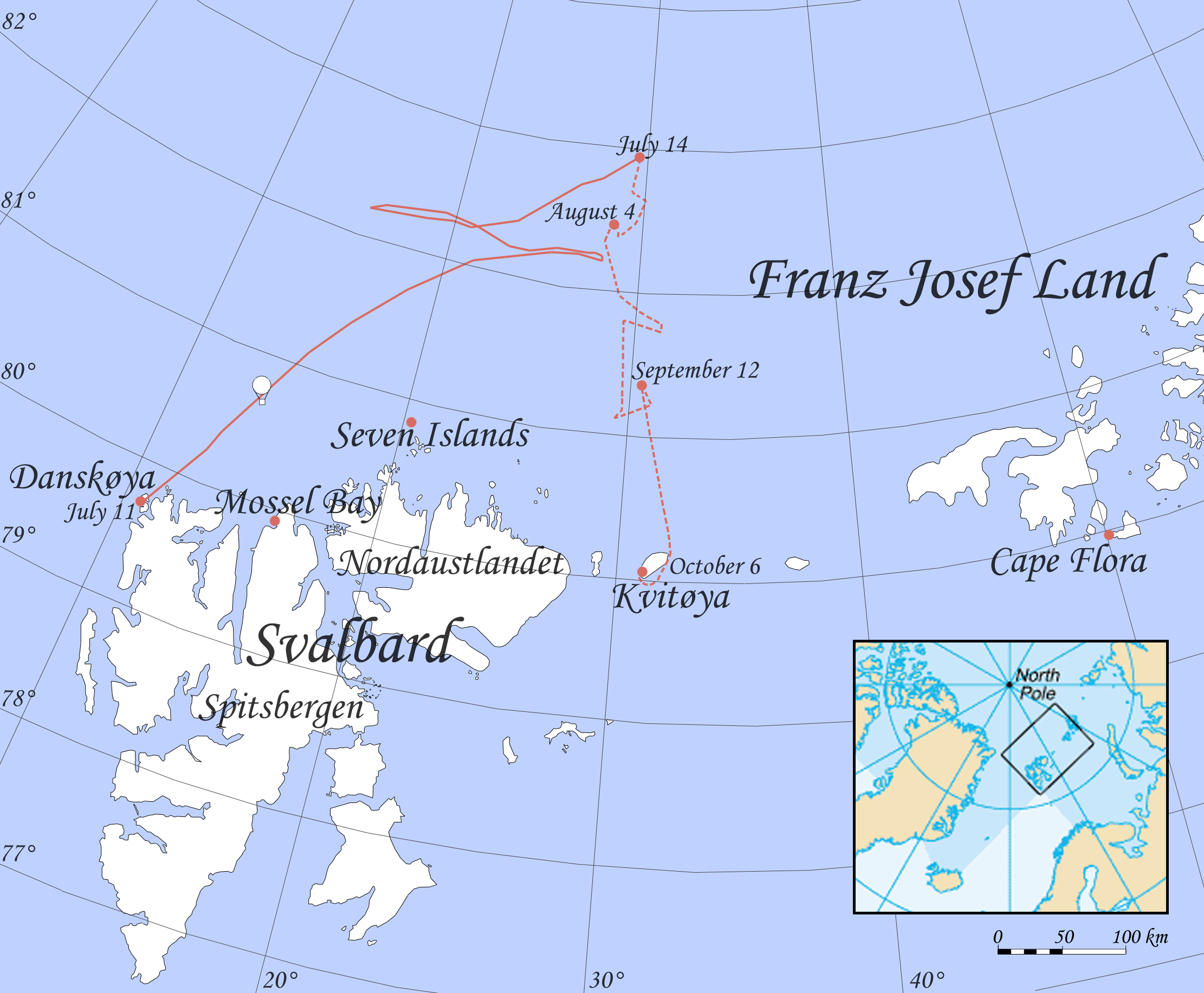
Маршрут експедиції 1897 року з данського о. Danskøya до о. Квітея

### Запуск, політ та посадка
Повернувшись на о. Danskøya влітку 1897 року, експедиція виявила, що ангар для повітряної кулі, побудований за рік до цього, витримав зимові хуртовини. Вітри також стали більш сприятливі. Тепер, коли критично налаштованого, авторитетного в своїй області вченого Екхольма, який був старший за Андре, замінив 27-річний ентузіаст, Андре став більш повновладним лідером. 11 липня, при стійкому південно-західному вітрі, вони демонтували дошки верхньої частини ангара і піднялися в уже завантажений кошик.
В останню хвилину Андре продиктував одну телеграму, адресовану королю Оскару, а іншу — газеті Aftonbladet, власнику друкованих прав на висвітлення експедиції. Численні представники команди підтримки перерізали останні мотузки, які тримали повітряну кулю, і він став повільно підніматися. Куля рухалася низько над водою, і його тягнуло вниз тертям декількох сотень метрів довгих гайдропів за землю, що наближало кошик до води. Тертя також перекручують мотузки, відокремлюючи їх від кріплень. Ці кріплення були новою частиною системи безпеки, яку Андре неохоче змушений був додати, щоб мотузки, які зачепилися за землю, легше було видалити. Більшість із них відразу відгвинтити, і 530 кілограмів (1170 фунтів) мотузки було втрачено, у той час як три дослідника одночасно викинули 210 кілограмів піску за борт, щоб підняти кошик подалі від води. За перші кілька хвилин, таким чином, були втрачені 740 кілограмів (1630 фунтів) суттєвої ваги. Ще до відходу від стартового майданчика «Орел» перетворився з ймовірно керованого повітряного судна в звичайну водневу повітряну кулю з декількома мотузками, що звисають з нього, і опинився у владі вітру, без можливості напряму до конкретної мети і з дуже невеликою кількістю баласту. Полегшений, він піднявся на 700 метрів (2300 футів) в повітря. Ця висота для нього і не передбачалася, а більш розріджене повітря ще сильніше прискорило витік водню через вісім мільйонів невеликих отворів.

У повітряної кулі було два засоби зв'язку зі зовнішнім світом — буї та поштові голуби. Буї, сталеві циліндри у кожухах потрібно було викидати з повітряної кулі у воду або на лід, щоб течії принесли їх у населені місця. За весь час знайшлося лише два буї з посланнями. Перший буй був викинутий Андре 11 липня, через кілька годин після зльоту, і містив такий текст: 
Наша подорож все ще триває. Ми рухаємось на висоті приблизно 250 м, спочатку N 10° на схід, пізніше N 45° на схід. […] чудова погода. 
Другий буй був викинутий через годину і повідомляв про висоту в 600 метрів. Aftonbladet забезпечила експедицію голубами, виведеними в північній Норвегії, з надією, що їм вдасться туди повернутися. Циліндрики з повідомленнями, заздалегідь підготовлені для птахів, містили інструкції норвезькою мовою, щоб ті хто знайшов їх, передав на адресу газети в Стокгольмі. Андре випустив принаймні чотирьох голубів, але тільки один із них був виявлений норвезьким пароплавом, до якого голуб підлетів і був швидко застрелений. Його повідомлення датувалися 13 липня і інформувало про направлення подорожі в той момент із припискою «На борту все добре». Повний текст: 
Полярна експедиція Андре в Aftonbladet, Стокгольм. 13 липня, 12:30, у 82 градусах північної широти, 15 градусів 5 хвилин східної довготи. Добре летимо в східному напрямку. На борту все добре. Це третє повідомлення, надіслане голубом. Андре. 
Ліндстрем та інші відзначають, що всі три повідомлення не згадували ні інцидент при зльоті, ні все більш і більш скрутне становище, яке описувалося в головному щоденнику Андре. Повітряна куля втратила рівновагу, летіла занадто високо і, таким чином, втрачала водень навіть швидше, ніж побоювався Нільс Екхольм, який неодноразово висловлював побоювання про можливість падіння на лід. Куля ввібрала дощ і почав опускатися («капає волога», — пише Андре в щоденнику), і весь пісок і частину корисного вантажу викинули за борт, щоб зберегти кулю в повітрі.
Вільний політ тривав 10 годин і 29 хвилин, ще 41 годину куля то піднімалася, то опускалася, часто стикаючись із ґрунтом, поки подорож не завершилося неминучою катастрофою. Таким чином, у цілому «Орел» тримався протягом 2 днів, 3½ годин, і протягом цього часу, згідно Андре, ніхто на борту не спав. Вимушене приземлення, судячи з усього, було м'яким. Всі залишилися неушкоджені, включаючи поштових голубів у плетених клітинах, і все обладнання вціліло, навіть тонкі оптичні інструменти і дві камери Стріндберга.

### Пішки по льду
З моменту 14 липня, як три дослідника приземлилися, вузькоспеціалізована картографічна камера Стріндберга, що призначалася для картографування з повітря, стала засобом запису повсякденних подій посеред льоду, постійних небезпек і труднощів походу. За три місяці, що вони провели на паковому льоду, Стріндберг зробив приблизно 200 фотографій на цю 7-кілограмову камеру. Одна з найвідоміших — знімок Андре і Френкеля, які розглядають повітряну кулю «Орел», що впала. Андре і Френкель також вели ретельний облік всіх подій і свого географічного положення, Андре в «головному щоденнику», Френкель у метеорологічному журналі. Власний стенографічний щоденник Стріндберга був набагато більш особистим у змісті і включав його роздуми про експедицію в цілому, так само як кілька повідомлень для його нареченої Анни Шарлье.
На «Орлі» було обладнання для виживання: зброя, снігоступи, сани, лижі, намет, маленький човен (зберігався у вигляді пучка зігнутих палиць, які треба було зібрати і покрити шовком повітряної кулі), причому більша частина перебувала не в кошику, а в місці для зберігання, який розміщався вище кільця повітряної кулі. Усі ці речі не враховували способів північних народів, пристосованих до екстремальних умов навколишнього середовища. У цьому Андре контрастував не тільки з пізніми, а й із багатьма більш ранніми дослідниками. Свен Люндстрем вказує на болісні додаткові зусилля, які знадобилися лише тому, що сані, спроектовані Андре, мали жорстку конструкцію, на відміну від інуїтських саней, і були зовсім непридатні для цієї місцевості — «жахливий ландшафт», як називає його Андре, — з каналами, які поділяють плавучі крижини, високими гірськими хребтами і частково скутими кригою водоймами. Їх одяг не включав хутряні вироби і складався з вовняних пальто, штанів та штормівок. Дослідники постійно мокли і не могли висохнути через калюжі незамерзаючої води на льоду і туманного вологого повітря, типового для арктичного літа. Одяг вони сушили головним чином на собі. Небезпека була всюди, оскільки втрата провізії, прив'язаною до незручних саней, означала вірну смерть, і потрібно було дуже обережно перебиратися через канали, де сани могли б потонути.
Перш ніж рухатися через «жахливий ландшафт», троє чоловіків провели тиждень у наметі на місці катастрофи, упаковуючи спорядження і приймаючи рішення про те, що і скільки взяти з собою, і куди піти. Про далекий Північний полюс мови і бути не могло, вибір лежав між двома заздалегідь створеними запасами їжі і боєприпасів, один на мисі Нортбрук на Землі Франца-Йосифа, інший у групі Семи островів у Шпіцбергені. Зробивши висновок зі своїх неточних карт, що відстань до них приблизно рівнеа, вони вирішили спробувати дійти до більшого запасу їжі у Нортбруці. Протягом цього тижня Стріндберг зробив більше знімків, ніж у будь-якій іншій місцевості маршруту, у тому числі 12 кадрів, які складали 360-градусну панораму місця аварії.
Повітряна куля перевозила багато видів їжі, більш пристосованих до подорожі на повітряній кулі, ніж для подорожей пішки. Андре розсудив, що зайву їжу можна було б скинути за борт, як пісок, якби знадобилося зменшити масу кулі, а якби це не було потрібно, то їжа стала б у пригоді в разі вимушеної зимівлі в арктичній пустелі. Тому на кулі було менше баласту і більше — важкої провізії, загальною вагою 767 кілограмів (1690 фунтів), включаючи 200 літрів води і кілька ящиків шампанського, портвейну, пива, які надали спонсори. Був також лимонний сік, хоча і не в такій великій кількості, як зазвичай брали інші полярні дослідники для профілактики цинги. Велика частина їжі була в формі банок пеммікан у, м'яса, ковбас, сиру і згущеного молока. Частина цього була фактично викинута за борт. При відході з місця аварії троє чоловіків взяли більшу частину провіанту, який залишився, з собою, поряд з іншими необхідними предметами, такими, як зброя, намет, боєприпаси і кухонне приладдя, так що на кожні сани довелося більш ніж 200 кілограмів речей. Це було занадто багато, сані могли зламатися, а людям довелося б тягти надлишковий вантаж. Після одного тижня велика частина їжі і не найважливішого обладнання була залишена позаду, знизивши навантаження до 130 кілограмів на кожні сани. До цього часу полювання заради їжі стала необхідністю. Під час всього пішого маршруту члени експедиції вбивали з рушниць і поїдали тюленів, моржів і особливо білих ведмедів.
Відправившись до Землі Франца-Йосипа, на південний схід, 22 липня, троє дослідників незабаром виявили, що їх боротьба з льодом і гірськими хребтами ледь-ледь наближала ціль: лід дрейфував у протилежному напрямку, переміщаючи їх назад. 4 серпня вони після довгого обговорення вирішили йти до Семи островів, на південний захід, сподіваючись за допомогою течії досягти складу після шести- або семитижневого переходу. Ландшафт у тому напрямку був надзвичайно важким, так що іноді доводилося навіть повзти наколішки, але їм пощастило знайти відкриту воду — невеликий човен виявився функціональним і безпечним транспортом. «Рай!» — написав Андре. — «Є навіть великі плавучі крижини з басейнами свіжої питної води, і тут, і там молоді білі ведмеді з ніжним м'ясом!». Вони значно просунулися в напрямку своєї мети, але потім вітер припинився, і вони знову почали переміщатися назад, убік від Семи островів. У найближчі тижні вітер змінився з південно-західного на східний. Дослідники спробували безуспішно подолати його, відхиляючись все більш на захід, але ставало ясно, що склад їжі Семи островів залишиться поза досяжністю.
12 вересня дослідники змирилися із зимівлею на льоду і отаборилися на великій плавучій крижині, дозволивши льоду нести їх куди завгодно, що, як пише Кьольстрем, «він і робив весь цей час». Швидко дрейфуючи на південь, до острова Квітея, вони поспішно побудували для захисту від холоду зимовий «будинок» зі стінами, зробленими за проектом Стріндберга з укріпленого водою снігу. Спостерігаючи швидкість дрейфу, Андре зробив запис, де висловив надію, що вони можуть відійти досить далеко на південь, щоб прогодувати себе повністю за рахунок моря. Проте 2 жовтня плавуча крига почала тріскатися безпосередньо під хатиною через зростаюче навантаження при зіткненні з островом Квітея, і вони були змушені перенести свої запаси на сам острів, що зайняло кілька днів. «Бойовий дух залишається високим», — повідомляє Андре в самому кінці свого щоденника, який закінчується так: «З такими товаришами будь-хто зможе впоратися з практично будь-якими обставинами». Зі сильно пошкоджених останніх сторінок щоденника Андре можна зробити висновок, що всі троє померли протягом кількох днів після того, як перейшли на острів.

## Гіпотези та виявлення
Напротязі наступних 33 років доля експедиції була покрита таємницею, і історія її зникнення стала чимось на зразок фольклору у Швеції та в інших країнах. Її активно розшукували ще кілька років, газети по всьому світу часто публікували припущення про долю експедиції. Великий архів американських газетних репортажів перших кількох років, 1896—1899 років, що має назву «Таємниця Andree», показує, що ЗМІ куди активніше цікавилося експедицією після того, як вона зникла, ніж до цього. Було безліч варіантів долі експедиції, повідомленнями про виявлення того, що могло б бути кошиком або шовком від повітряної кулі, історіями про людей, що впали з неба, або прогнозами екстрасенсів, які, як правило, визначали місцезнаходження падіння повітряної кулі далеко від Danskøya і Квітея. Ліндстрем вказує, що деякі з міжнародних і національних доповідей мають характерні особливості міських легенд і відображали в ті часи неповагу до аборигенних народів Арктики, які часто зображувалися в газетах як неосвічені дикуни, які або вбили трьох повітроплавців, або байдуже поставились до їх важкого становища. Ці припущення були спростовані в 1930 році, коли екіпажами двох судів, Bratvaag і Isbjørn, була виявлена остання стоянка експедиції на острові Квітея.
Норвезька експедиція, яка вивчала льодовики і море навколо архіпелагу Шпіцбергена на тюленебойному судні Bratvaag з Олесунн, знайшла останки експедиції Андре 5 серпня 1930 року. Острів Квітея був зазвичай недоступний для тюленебійних або китобійних суден того часу, оскільки це місце, як правило, оточене широким поясом товстого полярного льоду і часто приховано крижаними туманами. Однак літо 1930 року було особливо теплим, і море було фактично вільно від льоду. Оскільки острів Квітея, як було відомо, був багатий на моржів, а тумани навколо острова в той день були незначними, частина команди Bratvaag'а скористалася цією рідкісною можливістю і висадилася в тому місці, яке вони називали «недоступним островом». У пошуках води два мисливця на тюленів, Олаф Зален та Карл Татствік, виявили човен Андре біля невеликого струмка. Він лежав під заметом снігу і був сповнений речей, включаючи багор зі словами «Полярна експедиція Андре, 1896». Отримавши цей багор, капітан Bratvaag'а, Педер Еліессен, наказав команді шукати місце поховання учасників експедиції. Крім іншого, вони виявили журнал і два скелети, ідентифіковані по монограмам на одязі як Андре і Стріндберг.
Bratvaag покинув острів, щоб продовжити заплановане полювання і спостереження з наміром повернутися пізніше, коли лід розтане сильніше і звільнить більше об'єктів. Подальші відкриття були зроблені кораблем Isbjørn з Тромсе, Норвегія, тюленебойним шлюпом, який зафрахтували репортери для зустрічі з Bratvaag. Їм це не вдалося, тоді репортери і команда Isbjørn попрямували до Квітея, висадилися на острів 5 вересня в гарну погоду і виявили навіть менше льоду, ніж люди з Bratvaag'у. Після фотографування місцевості вони почали пошуки, знайшли тіло Франкеля і нові артефакти, включаючи олов'яну коробку з фотоплівкою Стріндберга, його ж вахтовий журнал і карти. Екіпажі обох суден передали свої знахідки наукової комісії від шведського і норвезького урядів у Тромсе, 2 та 16 вересня відповідно. Тіла трьох дослідників відправили в Стокгольм, куди вони прибули 5 жовтня.

## Причини загибелі
Після того як тіла трьох загиблих були повернуті до Швеції в 1930 році, їх піддали кремації без експертизи. Питання, що саме вбило їх, викликав і інтерес, і суперечки серед вчених. Деякі лікарі та історики-аматори читали щоденники експедиції очима детектива, вишукуючи підказки в дієті, характерні скарги на симптоми, які могли б наводити на роздуми про місце смерті. З багатьох деталей вони досягли загальної згоди. Так, відомо, що дослідники головним чином, їли малу кількість консервів і сухих продуктів із запасів повітряної кулі плюс величезну кількість недостатньо приготованого м'яса білих ведмедів і, можливо, тюленів. Вони часто страждали від болю в ступнях і діареї, і втомлювалися, мерзли і промокали. Коли вони перейшли з льоду на острів Квітея, вони залишили більшу частину свого цінного обладнання і майна поза наметами, причому навіть біля самого краю води, як ніби вони були занадто виснажені, байдужі або хворі, щоб нести все це далі. Стринберг, наймолодший, помер першим і був «похований» (втиснутий у щілину в кручі) іншими. Однак інтерпретація цих спостережень заперечується.
Найбільш достовірне припущення зробив практикуючий лікар Ернст Трід у книзі De döda på Vitön («Мерці з Квітея») у 1952 році, а саме, що люди загинули від трихінельозу, яким захворіли від споживання недовареного м'яса білого ведмедя. В останках білого ведмедя на цьому місці були виявлені личинки Trichinella spiralis. Ліндстрем і Сундман підтримують це пояснення, у той час як критики вказують, що діарея, яка є головним симптоматичним доказом версії Трід, найімовірніше, пояснюється поганою якістю їжі та фізичними стражданнями, тоді як деякі більш специфічні симптоми трихінельозу відсутні. Крім того, Фрітьоф Нансен і його компаньйон Ялмар Йогансен 15 місяців жили, харчуючись переважно м'ясом білого ведмедя, у тій самій області, але без будь-яких шкідливих наслідків для організму.

Серед інших теорій — отруєння вітаміном А від споживання печінки білого ведмедя, проте щоденник показує, що Андре знав про цю небезпеку. Отруєння чадним газом — теорія, яка знайшла кілька прихильників, серед них дослідник Вільялмур Стефансон. Версія, яку запропонував Чельстрьом, полягає в тому, що загибель експедиції поєднанням холоду арктичної зими із зневодненням, загальним виснаженням, апатією і розчаруванням. Чельстрьом стверджує, що Трід ніколи не брав до уваги, яким було їх повсякденне життя, і особливо нищівного удару льоду, який розбив їх тимчасове житло і змусив дослідників перебратися на крижаний острів. Чельстрьом пише:
Нащадки дивуються, що вони померли на Квітея, оточені їжею. Дивно скоріше те, що вони знайшли сили, щоб прожити так довго.
У 2010 році теорія, що личинки Trichinella spiralis вбили членів експедиції, була спростована дослідником Беа Уусмой Шіфферт у Каролінському інституті, Швеція. Після дослідження одягу він зробив висновок, що Стринберг був вбитий білими ведмедями.

## Спадщина
У 1897 році сміливі плани Андре підняли шведську патріотичну гордість і мрії Швеції про очолення наукової ініціативи в Арктиці. Зазвичай у розмові про нього шанобливо використовувався титул «Інженер» — «Ingenjör Andrée» — який висловлював велику повагу до нього як до ідеалу інженера кінця XIX століття. Уся країна вшановувала трьох дослідників, коли вони їхали, і оплакувала, коли вони зникли. Коли ж їх знайшли, то стали вихваляти за героїзм, і сприймали цих людей як самовіддано загиблих в ім'я ідеалів науки і прогресу. Поховали останки членів експедиції на батьківщині, у Стокгольмі, 5 жовтня 1930 року, як пише шведський історик Шверкер Сорлін, «це було одним із найурочистіших та грандіозних проявів національного трауру, яке коли-небудь відбувалося в Швеції».
У наші дні героїчні спонукання Андре були поставлені під сумнів, починаючи з популярного напівдокументального роману Улофа Сундмана 1967 року «Політ інженера Андре», де Андре зображено як жертву вимог ЗМІ та шведської наукової і політичної еліти. Пізніше сундманівска інтерпретація залучених особистостей, «сліпі плями» шведської національної культури, і роль преси в цих подіях відобразилися в номінованому на премію «Оскар» фільмі Яна Труеля «Політ „Орла“» (1982), за мотивами романа Сундмана.
Внескок Нільса Стріндберга в цій експедиції оцінюється високо, те як непідготовлений студент продовжував фотографувати навіть у стані, близькому до колапсу від виснаження і холоду, так і завдяки художньої цінності і якості зроблених ним знімків. З 240 відзнятих кадрів, які були знайдені на острові Квітея в промоклих контейнерах, 93 були врятовані Джоном Герцбергом у Королівському Технологічному інституті в Стокгольмі, де раніше працював сам Стріндберг. У своїй статті «Recovering the visual history of the Andrée expedition» (2004) Тайрон Мартінссон шкодує про те, що попередні дослідники в основному традиційно орієнтувалися на письмові звіти, тобто щоденники, як основні джерела інформації, і знову пропонує визнати історичне значення фотографій.
У 1983 році американський композитор Домінік Ардженто створив цикл пісні для баритона і фортепіано, названий «Експедиція Андре». Цей цикл перекладає на музику тексти з щоденників і листів. Опера шведського композитора Класа Торстенссона «Expeditionen» (1994-99) заснована на історії Андре.
Історія включена в «Хвороба примари і дванадцять інших історій про детективну роботі в галузі медицини» Майкла Хауелла і Пітера Форда (Penguin, 1986), яка була поставлена для радіо Бі-бі-сі 4 Майклом Баттом. Постановку передавали 1 квітня 1998 року, головні ролі грали Джон Вудвайн (Кнут Штуббендорф), Клайв Меррісон (Ернст Трід), Кен Стотт (Саломон Андре), Джек Клефф (Кнут Френкель) і Скотт Хенді (Нільс Стріндберг). Постановка була згодом поставлена на цифровому каналі, Бі-бі-сі 7.
Деякі з предметів експедиції, включаючи човен у шовку повітряної кулі і намет, демонструються в Полярному Центрі Andréeexpeditionen музею в Гренна, Швеція.

## У культурі

### Кіно
У 1982 році шведським режисером Яном Труелем була знята пригодницька драма «Повітряна подорож інженера Андре» (Ingenjör Andrées luftfärd), що отримала в англомовному прокаті назву «Політ Орла». Роль Саломона Андре в ній виконав шведський актор Макс фон Сюдов.

### Музика
У 1994 році з'явилася опера «Експедиція» шведського композитора Класа Торстенссона.